# النجم الرياضي لبن عكنون
النجم الرياضي لبن عكنون  هو فريق جزائري لكرة القدم، تم تأسيسه سنة 1935, و يتمركز في ضاحية بن عكنون غرب الجزائر العاصمة, ينشط الفريق حاليا في القسم المحترف-الأول- للدوري الجزائري و يدربه بلال دزيري.

## التاريخ
تأسس بأسم النجم الأحمر لبن عكنون سنة 1935 و بعد أستقلال الجزائر سنة 1962 تغير إسمه للنادي الرياضي لبن عكنون حيث ابتدأ المنافسة في القسم الثاني للدوري الجزائري موسم 1962- 1963. تغير اسمه للنجم الرياضي لبن عكنون في تسعينات القرن العشرين. في موسم 1987- 1988 تمكن النادي الرياضي لبن عكنون من العودة للقسم الثاني للدوري الجزائري لكنه سقط للقسم الثالث الجهوي العام التالي, و في موسم 1998- 1999 تمكن الفريق مرة أخرى من العودة للقسم الثاني لكنه أيضا عاد للقسم الثالث الجهوي بعدها بعام. وفي موسم 1987- 1988 وبينما كان الفريق في الموسم الثالث الجهوي تمكن من الصعود للقسم الثاني الدوري الجزائري و لم يتمكن من الصعود للقسم المحترف الأول للدوري إلا في موسم 2023-2024 حيث يلعب حاليا.

## النتائج
- موسم 1998- 1999: أقصي في دور الستة عشر من كأس الجزائر على يد وداد تلمسان بعد أن أقصى أمل برج بوعريريج في الدور السابق.
- موسم 2008- 2009: أقصي في الربع النهائي على يد وفاق سطيف بعد ان اقصى شبيبة سكيكدة و نادي سطيف في الأدوار السابقة.[4]
- موسم 2011- 2012: أقصي في دور الستة عشر على يد أتحاد بير مراد رايس بعد اقصائيه لجمعية تيارت في الأدوار السابقة.
- موسم 2013- 2014: أقصي في دور الستة عشر على يد نادي مقرة بعد ان أقصى فريق الرغاية في الأدوار السابقة.